# Emperador

Corona imperial.

Un emperador (del término latino imperator) es el monarca soberano de un imperio o un monarca que tiene como vasallos a grandes príncipes.  Es el título de mayor dignidad dentro de una organización política y su equivalente femenino es emperatriz para referirse a la esposa de un emperador (emperatriz consorte), a la madre (emperatriz viuda) o a una mujer que gobierna por derecho propio (emperatriz titular o reinante).
El emperador de Japón es el único monarca reinante en la actualidad cuyo título se traduce como «emperador», aunque su término original, tennō (天皇), se traduce literalmente como "monarca celestial".
Tanto los emperadores como los reyes son monarcas o soberanos; sin embargo, en la medida en que existe una definición estricta de emperador, ésta es que un emperador no tiene relaciones que impliquen la superioridad de ningún otro gobernante y normalmente gobierna sobre más de una nación. Por lo tanto, un rey puede verse obligado a pagar tributo a otro gobernante, o verse limitado en sus acciones de alguna manera desigual, pero un emperador debería estar en teoría completamente libre de tales restricciones. Sin embargo, los monarcas que encabezan imperios no siempre han utilizado el título en todos los contextos: la soberana británica no asumió el título de emperatriz del Imperio británico ni siquiera durante la incorporación de la India, aunque fue declarada emperatriz de la India.
En Europa occidental, el título de emperador era utilizado exclusivamente por el emperador del Sacro Imperio Romano Germánico, cuya autoridad imperial derivaba del concepto de translatio imperii, es decir, reivindicaban la sucesión de la autoridad de los emperadores romanos, vinculándose así a las instituciones y tradiciones romanas como parte de la ideología estatal. Aunque inicialmente gobernaba gran parte de Europa Central y el norte de Italia, en el siglo XIX el emperador ejercía poco poder más allá de los estados de habla alemana.
Aunque técnicamente era un título electivo, a finales del siglo XVI el título imperial había pasado a ser heredado en la práctica por los Habsburgo archiduques de Austria y tras la guerra de los Treinta Años su control sobre los estados (fuera de la monarquía de los Habsburgo, es decir, Austria, Bohemia y diversos territorios fuera del imperio) había llegado a ser casi inexistente. Sin embargo, Napoleón Bonaparte fue coronado emperador de los franceses en 1804 y poco después le siguió Francisco II, emperador del Sacro Imperio Romano Germánico, que se declaró emperador de Austria ese mismo año. El cargo de emperador del Sacro Imperio Romano Germánico continuó hasta que Francisco II abdicó en 1806. En Europa Oriental, los monarcas de Rusia también utilizaron translatio imperii para ejercer la autoridad imperial como sucesores del Imperio romano de Oriente. Su estatus fue reconocido oficialmente por el emperador del Sacro Imperio Romano Germánico en 1514, aunque no fue utilizado oficialmente por los monarcas rusos hasta 1547. Sin embargo, los emperadores rusos son más conocidos por su título en ruso de zar, incluso después de que Pedro el Grande adoptara el título de emperador de todas las Rusias en 1721.
Los historiadores han utilizado los términos emperador e imperio de forma anacrónica y fuera de su contexto romano y europeo para describir cualquier gran estado del pasado o del presente. Títulos prerromanos como Gran Rey o Rey de Reyes, utilizados por los reyes de Persia y otros, se consideran a menudo equivalentes. En ocasiones, esta referencia se ha extendido incluso a estados gobernados de forma no monárquica y a sus esferas de influencia, como el Imperio ateniense de finales del siglo V a. C., el Imperio angevino de los Plantagenet y los imperios soviético y estadounidense de la Guerra Fría. Sin embargo, estos "imperios" no necesitaban estar encabezados por un "emperador". A mediados del siglo XVIII, el imperio se identificaba más con las vastas posesiones territoriales que con el título de su gobernante.
A efectos de protocolo, los emperadores tenían antaño precedencia sobre los reyes en las relaciones diplomáticas internacionales, pero actualmente el precedencia entre los jefes de Estado que son soberanos -ya sean reyes, reinas, emperadores, emperatrices, príncipes, princesas y, en menor medida, presidentes- viene determinado por el tiempo que cada uno ha estado continuamente en el cargo. Fuera del contexto europeo, emperador era la traducción dada a los poseedores de títulos a los que se concedía la misma precedencia que a los emperadores europeos en términos diplomáticos. En reciprocidad, estos gobernantes podían acreditar títulos iguales en sus lenguas nativas a sus pares europeos. A lo largo de siglos de convención internacional, ésta se ha convertido en la norma dominante para identificar a un emperador en la era moderna.

## Historia del término

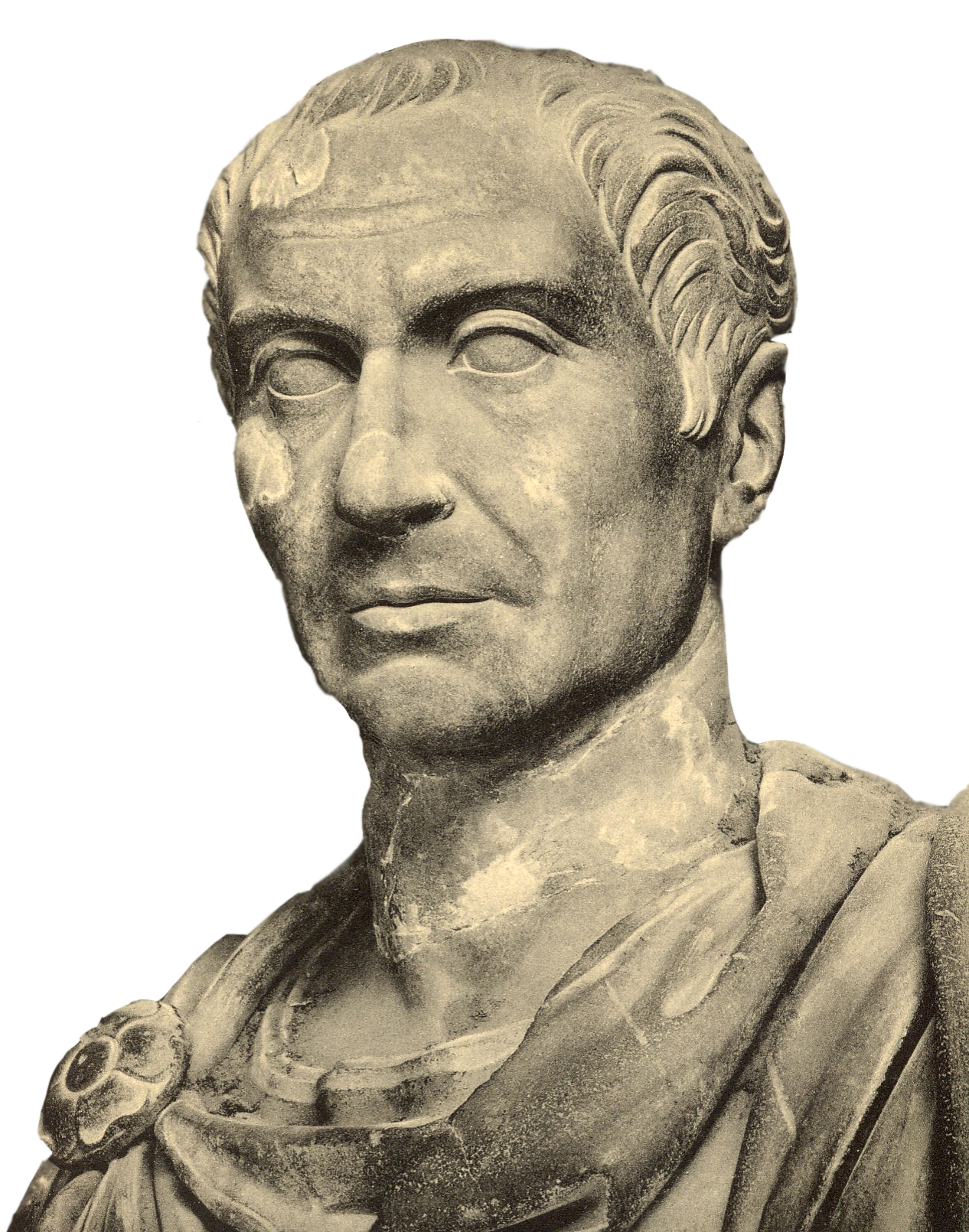
Cayo Julio César.

En el año 27 a. C., Octavio Augusto reunificó el mundo romano y estableció la entidad política conocida generalmente como Imperio romano, el cual remplazó a la República romana. Sin embargo no se atrevió a asumir poderes absolutos y quebrar de esta manera el sistema político de Roma, debido al ejemplo que representaba el asesinato de Julio César en el año 44 a. C., precisamente acusado por los senadores de querer acabar con las libertades civiles republicanas y retornar a la antigua e infame Monarquía romana. De esta manera creó el Principado, un régimen político en el cual se mantenían todos los cargos y formas republicanas, pero todos los grandes cargos públicos eran asumidos por el Princeps Civium ("el primero de los ciudadanos"). De esta manera, Octavio se garantizaba el control efectivo del Imperium Romanum ("el territorio controlado por Roma"). En la práctica, el título más importante que el Princeps tenía era el de Imperator (comandante o jefe del ejército). Esto, como se ha visto, no impidió que el Senado "saludara" a otros imperator.
Durante los dos primeros siglos de la Roma Imperial, los gobernantes eran usualmente referidos como princeps, (príncipes), dado que el clima político y de paz favorecía el predominio de la función civil del emperador. Sin embargo, a raíz de la Crisis del siglo III, cuando el mando del Imperio pasó a estar en manos de caudillos militares, el monarca romano fue adquiriendo un cariz mucho más militar. De esta manera, el uso del título Imperator se generalizó, y con el paso del tiempo se fue identificando a dicho título con el de amo y señor absoluto de un imperio.

### La caída de Roma occidental
Una vez derrumbado el Imperio romano de Occidente en el 476, el Imperio romano de Oriente (comúnmente conocido como Imperio bizantino) continuó la tradición romana, aunque abandonó la lengua y cultura latina por la helénica que predominaba en los territorios orientales. Tras la muerte de Justiniano I, la pretensión de continuidad con los emperadores romanos fue abandonada poco a poco, y se sustituyó el latín, hasta entonces la lengua administrativa del Imperio bizantino, por el griego. Así, a partir de Heraclio en el 610, los emperadores de Oriente se hicieron llamar con el término griego basileus, que significa tanto rey como emperador. Sin embargo, en el ámbito oriental comenzó a cobrar fuerza también el título de Zar, derivado del nombre latino César, y que se aplicó después al zar de Bulgaria, para ser tomado en su momento por los zares del Imperio ruso, una vez caída Constantinopla en manos de los turcos otomanos.
Si bien el Imperio desapareció en Occidente, la Iglesia de Roma proclamó ser su continuador en el campo espiritual. Inicialmente los papas romanos reconocieron a los emperadores bizantinos como continuadores de la tradición imperial romana, pero las crecientes desavenencias entre ambos, debidas a las continuas injerencias de los emperadores bizantinos para forzar las elecciones papales y a su desinterés e incapacidad al momento de defender Roma de las invasiones bárbaras, hicieron que el papado dirigiera la mirada hacia el creciente poder político de los francos. De esta manera los papas llamaron a Pipino el Breve en su ayuda para que acabara con la amenaza de los lombardos, entronizándolo como rey de los francos en recompensa.

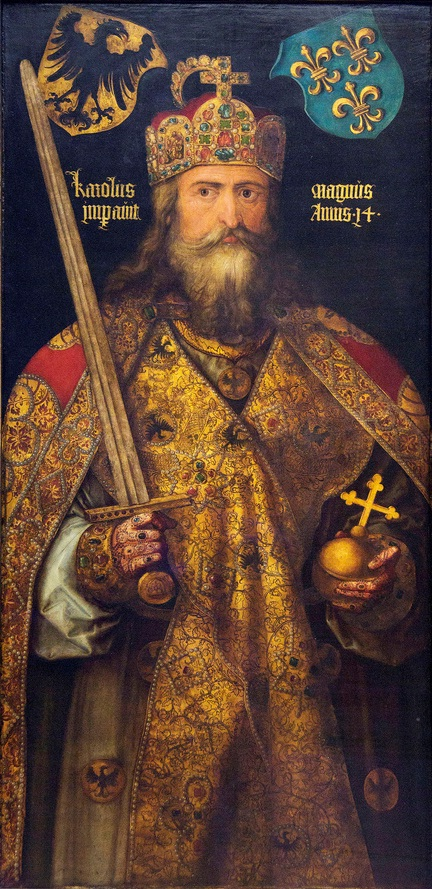
Retrato de Carlomagno, por Alberto Durero.

Su hijo Carlomagno fue coronado Emperador de los Romanos en el año 800 en Roma, en un sorpresivo gesto del papa León III; oficialmente se sostiene que por agradecimiento ante su intervención durante una revuelta en Roma, pero es posible que haya sido motivado por el creciente acercamiento entre Carlomagno e Irene, la emperatriz titular bizantina, lo que iba en contra de sus intereses. En el año 812, el emperador bizantino Miguel I Rangabé reconoció a Carlomagno como Emperador de Occidente a través de un tratado firmado en Aquisgrán, aunque esta aceptación fue endeble, ya que Bizancio consideraba que la nueva realeza germana no tenía lazo jurídico alguno con el Imperio romano, mientras que el Imperio bizantino sí que era (en papel, al menos) sucesor legal de este.
Cuando Carlomagno es coronado en Roma, rescata el título militar romano de Imperator, pero olvidando su cariz militar pasa a tomarlo como sinónimo de "rey". Después de que los nietos de Carlomagno se repartieran su imperio en el Tratado de Verdún del 843, hubo varios advenedizos que intentaron hacerse reconocer como emperadores, tratando de forzar al papa mediante el envío de expediciones militares a Italia. Finalmente, el año 962, el rey germano Otón el Grande consiguió ser coronado legítimo Emperador, lo que le proclamaba como heredero de Carlomagno, fundándose así el Sacro Imperio. Sus sucesores conservarían el título hasta la disolución del Imperio en el año 1806 (desaparecido a manos de Napoleón Bonaparte, para crear su propia versión del Imperio romano), aunque el propio Imperio ya había sido prácticamente desmantelado en 1648, después del Tratado de Westfalia.

## Emperadores

### Sacro Imperio
Durante siglos se admitió en Occidente que el papa era el único capaz de designar emperadores. Supuestamente, en la concepción medieval, el mundo estaba bajo la tutela temporal del emperador, y la espiritual del papa, como señores conjuntos del mundo cristiano (y del mundo entero, por cuanto el papa se consideraba vicario de Cristo para toda la Humanidad). De esta manera solo podía haber un único emperador, con jurisdicción sobre todos los reyes cristianos. Sin embargo, este sueño estuvo lejos de cumplirse, ya que ningún Emperador consiguió imponerse a todos los reyes cristianos. Quien llevó más lejos este sueño universalista fue Carlos V del Sacro Imperio y I de España, precisamente en una época (el siglo XVI) en que el universalismo medieval estaba desapareciendo en beneficio de un naciente nacionalismo. Sin embargo, aunque los reyes medievales se trenzaran en múltiples guerras e incluso muchos de ellos combatieran por las armas al emperador de turno, jamás intentaron tomar para sí el título por no contar con las bases legales para ello. Así, durante casi toda su milenaria existencia, los monarcas del Sacro Imperio fueron los únicos en ostentar el título de "Emperador".

### Imperio napoleónico

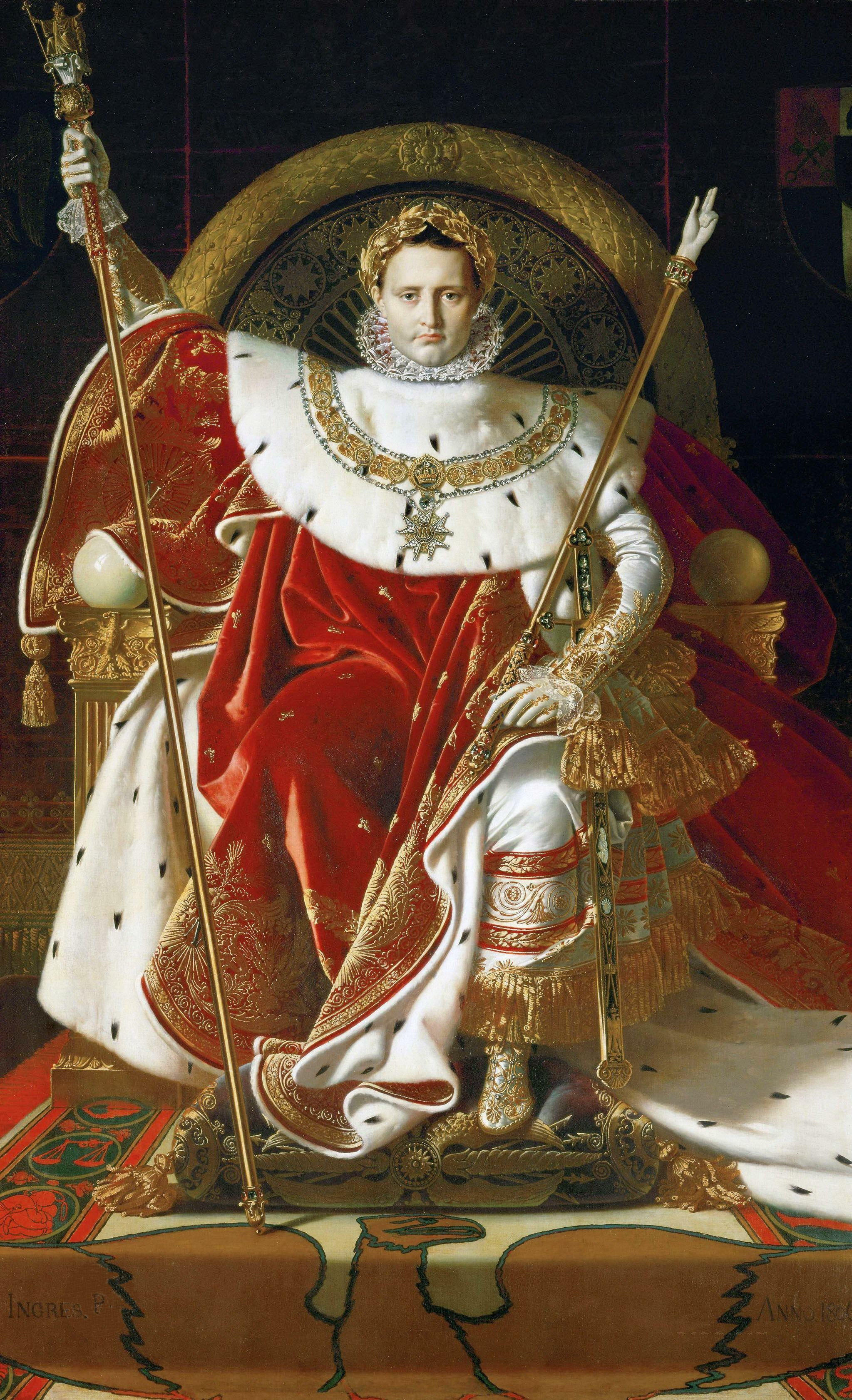
El emperador Napoleón Bonaparte.

La llegada de Napoleón Bonaparte cambiaría significativamente las cosas. Durante el siglo XVIII se había producido un fuerte renacimiento del clasicismo romano (Neoclasicismo), que se había vinculado a la idea de que la Razón iba a superar el oscurantismo que se identificaba con la Edad Media. En lo político (y también en lo artístico), Napoleón trató de regresar al modelo imperial romano, por lo que se transformó en cabecilla de un gobierno directorial a la manera romana: el Consulado. Napoleón finalmente mandó llamar mediante presiones y amenazas al papa Pío VII para coronarse Emperador (Empereur) en la catedral Notre Dame de París, en el año 1804. Cambió la tradición al acordar previamente con Pío que él mismo se pondría la corona en la cabeza, lo cual fue aceptado por el papa, que se limitó a dar su bendición. Esto significaba que el papa ya no era fuente de legitimación del emperador, que lo era por sus méritos y no por derecho divino. El gesto de Napoleón inspiró a muchos otros gobernantes en todo el mundo, entre ellos: Jacobo I en Haití (1804), Agustín de Iturbide en México (1821) o Pedro I en Brasil (1822). Dichos monarcas usaron traducciones directas del término latín "Imperator".

### Imperios austriaco y alemán
Tras su derrota ante Napoleón, Francisco II abdicó al trono y disolvió el Sacro Imperio. Más tarde se proclamó emperador de Austria bajo el nombre de Francisco I. El Imperio austríaco siguió siendo, tras el Congreso de Viena de 1815, el heredero del Sacro Imperio y, tras la derrota contra Prusia en la guerra austro-prusiana de 1866, pasó a llamarse Imperio austrohúngaro.
En 1871 el rey Guillermo de Prusia, después de la guerra franco-prusiana, y considerándose legítimo heredero del Sacro Imperio, se proclamó como emperador de Alemania y estableció el II Reich. Ambos imperios, austrohúngaro y alemán, usaron el término káiser para sus monarcas, palabra que deriva de césar. Los dos fueron abolidos en 1918, extinguiendo así la línea del Imperio romano de Occidente. La del Imperio romano de Oriente habría desaparecido en 1917 con la caída de los zares de Rusia.

### Imperio otomano
Tras la Caída de Constantinopla en 1453, los monarcas turcos asumieron el título de "kaysar-i Rum" (césar de los romanos), viéndose a sí mismos como los sucesores del Imperio romano de Oriente conquistado. Este término era usualmente acompañado por muchos otros, tales como sultán o kan.

### Imperio británico
La reina Victoria del Reino Unido se proclamó emperatriz (Empress) de la India en 1876, aunque Gran Bretaña siguió denominándose «Reino». El término «Imperio británico» suele referir al conjunto de posesiones coloniales y dominios de Gran Bretaña en todo el mundo. Esto se repite para otros «imperios» coloniales tales como el español o francés.

### Imperio centroafricano
En 1976 el general africano Jean Bédel Bokassa (admirador de Napoleón Bonaparte) transformó la República Centroafricana en el Imperio centroafricano, y él mismo se proclamó emperador (Empereur) Bokassa I en una suntuosa ceremonia. Su gobierno duró tres años, tras los cuales fue derrocado en un alzamiento popular.

## Emperadores fuera de Europa
Algunos títulos de monarcas han sido traducidos a las lenguas europeas como emperador, pese a que no guardan relación con el Imperio romano ni sus estados sucesores. Así, los soberanos de Persia o Irán han recibido el título de emperadores desde la creación del Imperio persa en el 550 a. C. hasta su disolución en 1979. Puesto que Sah se tradujo como emperador, el término Sahbanu que solamente utilizó Farah Diba ha sido traducido como emperatriz. En Vietnam, los monarcas usaron el título de hoàng đế, que fue igualmente traducido como emperador. En China el título del monarca era el de Wáng, traducido como rey, y cuando se unificó el país en el 221 a. C. pasó a ser Huángdì lo que se ha traducido como emperador, título con el que se le conoció a los monarcas que gobernaron el llamado Imperio chino hasta el año 1912, cuando Puyi fue depuesto. Si bien los soberanos de los grandes estados islámicos no han recibido por la historiografía este título, sino el de califa o sultán, dichos estados sí han sido llamados imperios en varias ocasiones, como en el caso de los imperios Abásida u Omeya. También se tradujo como emperador a los títulos de Etiopía y Corea, entre otros más.
Después de la independencia de México, este se organizó como un imperio, con Agustin de Iturbide como emperador, este estado duro hasta 1823 y en 1863 después de la segunda intervención francesa en México se declaró el segundo imperio mexicano esta vez con Maximiliano de Habsburgo como emperador
En la actualidad, el único gobernante del mundo que conserva el título de Emperador es el de Japón, si bien no tiene ninguna relación con el título de origen romano y es la traducción al castellano de la palabra tenno, que también puede ser entendida como "rey" o "monarca". 
Hay pretendientes a los tronos en varios países, que de ser restaurada la monarquía se convertirían presumiblemente en emperadores, como es el caso de la Gran duquesa María Vladímirovna de Rusia y Luis de Orleans-Braganza de Brasil.

## Emperadores en la mitología
Dentro de la mitología china y taoísta destacan con el título de emperador, el Emperador de Jade y el Emperador Amarillo.